# Doug Ardito
Douglas John Ardito (Bedford, 10 marzo 1971) è un bassista, chitarrista e tastierista statunitense, ex bassista/chitarrista del gruppo post grunge Puddle of Mudd, del quale è stato membro dal 1999 al 2010.

## Biografia
Lo stesso anno durante il quale è entrato a far parte dei Puddle of Mudd, Doug Ardito ha registrato due canzoni con il supergruppo di breve durata The Wondergirls.
Doug ha scritto insieme al frontman dei Puddle of Mudd Wes Scantlin la hit Blurry, singolo contenuto nell'album Come Clean. La sua parte di chitarra nel brano è stata inserita, dalla rivista Guitar One, tra i "dieci migliori riff del decennio". Nel 2003, Blurry ha vinto gli ambiti riconoscimenti di Ascap "Canzone dell'anno" e "Canzone pop dell'anno", oltre ad aver vinto i premi Billboard "Traccia modern rock dell'anno" e "Traccia rock dell'anno" nel 2002. Nello stesso anno, la canzone ha vinto il premio "Miglior singolo" di Kerrang!. Doug Ardito ha co-scritto anche alcuni brani dell'album Famous, tra i quali anche la title track.
Ardito è un artista sponsorizzato dalla Fender Musical Instruments Corporation. È, inoltre, vicepresidente del sito YouGotaHit.com, lanciato ufficialmente il 15 settembre.